# Pseudapis elegantissima
Pseudapis elegantissima är en biart som först beskrevs av Popov 1949.  Pseudapis elegantissima ingår i släktet Pseudapis och familjen vägbin. Inga underarter finns listade i Catalogue of Life.